# 1,1-Dichloro-2-fluoroéthane
Le 1,1-dichloro-2-fluoroéthane est un hydrocarbure halogéné de formule brute C2H3Cl2F. C'est l'un des trois isomères du dichlorofluoroéthane.

## Utilisation
Le 1,1-dichloro-2-fluoroéthane est utilisé comme réfrigérant sous le nom de R-141a.

## Propriétés physico-chimiques
- Ce fluide appartient à la famille des hydrochlorofluorocarbures (HCFC)